# Arconate
Arconate est une commune italienne de la ville métropolitaine de Milan, dans la région Lombardie.

## Administration
| Période                                  | Période  | Identité        | Étiquette           | Qualité |
| ---------------------------------------- | -------- | --------------- | ------------------- | ------- |
| 2001                                     | En cours | Mario Mantovani | PdL - Centro-Destra |         |
| Les données manquantes sont à compléter. |          |                 |                     |         |

### Communes limitrophes
Dairago, Buscate, Busto Garolfo, Inveruno, Cuggiono.